# Columbiet
Het mineraal columbiet is een ijzer-mangaan-tantalium-niobium-oxide met de chemische formule (Fe,Mn)(Ta,Nb)2O6. Het wordt ook aangeduid met de naam niobiet, niobiet-tantaliet en columbaat. Columbiet is een belangrijke bron van niobium. Het is tevens een van de bestanddelen van coltan.

## Naamgeving en ontdekking
Columbiet werd in de 17e eeuw genoemd naar Christoffel Columbus. Het mineraal werd ontdekt in Haddam (Connecticut, Verenigde Staten). In 1844 wist de Duitse scheikundige Heinrich Rose aan te duiden dat het mineraal niobium en tantalium bevat.

## Eigenschappen
Het opake zwarte tot bruinzwarte columbiet heeft een orthorombisch kristalstelsel. De kristallen zijn meestal massief en granulair. Het breukvlak is subconchoïdaal en heeft een duidelijke splijting volgens het breukvlak [010]. De hardheid is 6 op de schaal van Mohs en de relatieve dichtheid bedraagt 6,3 g/cm³.
Columbiet is noch magnetisch, noch radioactief.

## Afgeleide mineralen
Columbiet vormt de basis voor een aantal specifieke mineralen:
- Manganocolumbiet (columbiet-Mn): bevat veel mangaan en heeft als formule Mn2+Nb2O6
- Magnocolumbiet (columbiet-Mg): bevat veel magnesium en heeft als formule MgNb2O6
- Ferrocolumbiet (columbiet-Fe): bevat veel ijzer en heeft als formule Fe2+Nb2O6
- Yttrocolumbiet (columbiet-Y): bevat yttrium en uranium en heeft als formule (Y,U,Fe)(Nb,Ta)O4

## Voorkomen
Columbiet wordt voornamelijk aangetroffen als secundair mineraal in of op pegmatieten. Het wordt gevonden in onder andere volgende gebieden:
- in Duitsland bij Bodenmais, Waidhaus en Tirschenreuth
- in Frankrijk nabij Échassières en Ébreuil
- op verschillende plaatsen in Finland, Zweden en Noorwegen
- op Madagaskar
- in de Verenigde Staten in de staten Connecticut, Massachusetts, North Carolina en Colorado
- in Groenland